# إيمامورا شوهيه
إيمامورا شوهيه (باليابانية: 今村 昌平) (إيمامورا هو اسم العائلة) (15 سبتمبر 1926 - 30 مايو 2006)، هو مخرج أفلام ياباني.
يعتبر إيمامورا أحد أهم رواد الإخراج في السينما اليابانية، وهو ثاني مخرج ياباني يحصل على السعفة الذهبية بعد أكيرا كوروساوا و المخرج الياباني الوحيد الحاصل على السعفة الذهبية مرتين.

## أفلامه
- 1983 : أنشودة ناراياما
- 1997 : الانقليس
- 1999 : دكتور اكاجي
- 2001 : ماء دافئ أسفل جسر أحمر

## روابط خارجية
- إيمامورا شوهيه على موقع IMDb (الإنجليزية)
- إيمامورا شوهيه على موقع ألو سيني (الفرنسية)
- إيمامورا شوهيه على موقع أول موفي (الإنجليزية)
- إيمامورا شوهيه على موقع قاعدة بيانات الأفلام السويدية (السويدية)
- إيمامورا شوهيه على موقع قاعدة بيانات الفيلم (الإنجليزية)
- إيمامورا شوهيه على موقع كينوبويسك (الروسية)